# 다이하이드로아이소쿠마린

단순한 다이하이드로아이소쿠마린인 하이드란게놀의 화학 구조

다이하이드로아이소쿠마린(영어: dihydroisocoumarin)은 아이소쿠마린과 관련된 페놀 화합물이다. 다이하이드로아이소쿠마린 글루코사이드는 카리오카르 글라브룸(Caryocar glabrum)에서 발견된다.

## 같이 보기
- 아이소쿠마린